# Ripenda Kras
Ripenda Kras is een plaats in de gemeente Labin in de Kroatische provincie Istrië. De plaats telt 121 inwoners (2001).